# Scarabaeinus termitophilus
Scarabaeinus termitophilus är en skalbaggsart som beskrevs av Filippo Silvestri 1939. Scarabaeinus termitophilus ingår i släktet Scarabaeinus och familjen Hybosoridae. Inga underarter finns listade i Catalogue of Life.